# Comuna Băcioi, Chișinău
Comuna Băcioi este o comună din municipiul Chișinău, Republica Moldova. Este formată din satele Băcioi (sat-reședință), Brăila, Frumușica și Străisteni.

## Demografie
Conform datelor recensământului din 2014, comuna are o populație de 10.175 de locuitori. La recensământul din 2004 erau 10.618 locuitori.

## Administrație și politică
Componența Consiliului local Băcioi (23 de consilieri), ales la 5 noiembrie 2023, este următoarea:
|  | Partid                                       | Consilieri | Componență | Componență | Componență | Componență | Componență | Componență | Componență | Componență | Componență | Componență | Componență | Componență | Componență | Componență | Componență | Componență | Componență | Componență |
|  | -------------------------------------------- | ---------- | ---------- | ---------- | ---------- | ---------- | ---------- | ---------- | ---------- | ---------- | ---------- | ---------- | ---------- | ---------- | ---------- | ---------- | ---------- | ---------- | ---------- | ---------- |
|  | Partidul Acțiune și Solidaritate             | 18         |            |            |            |            |            |            |            |            |            |            |            |            |            |            |            |            |            |            |
|  | Mișcarea Alternativa Națională               | 3          |            |            |            |            |            |            |            |            |            |            |            |            |            |            |            |            |            |            |
|  | Partidul Socialiștilor din Republica Moldova | 1          |            |            |            |            |            |            |            |            |            |            |            |            |            |            |            |            |            |            |
|  | Mișcarea „Respect Moldova”                   | 1          |            |            |            |            |            |            |            |            |            |            |            |            |            |            |            |            |            |            |